# مقاطعة فيلبس (ميزوري)
مقاطعة فيلبس (بالإنجليزية: Phelps County)‏ هي إحدى المقاطعات في ولاية ميزوري في الولايات المتحدة الأمريكية.

## أعلام
- هنري نيوتن براون